# Rattekaai

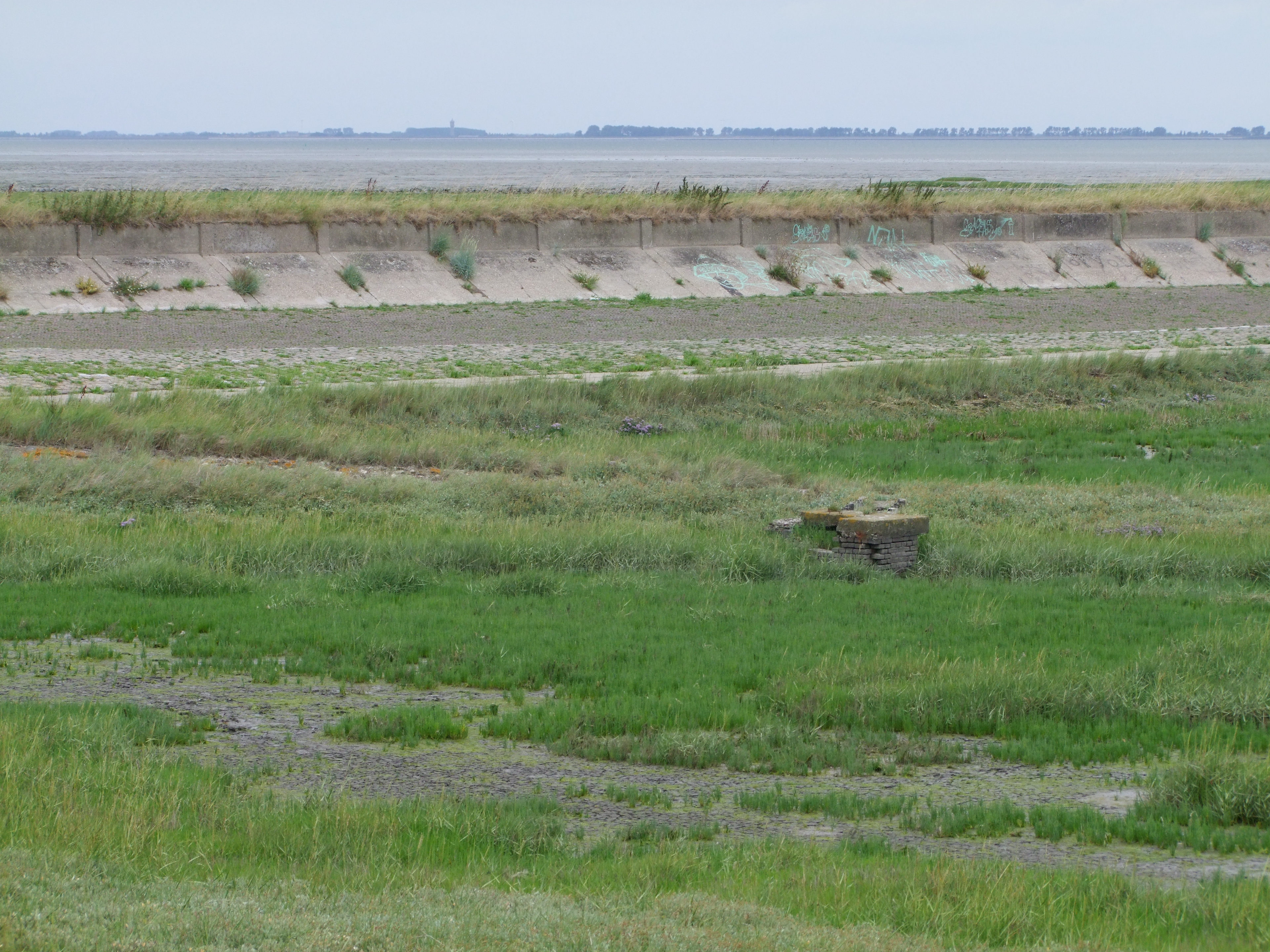
Rattekaai vanuit zuid-oost

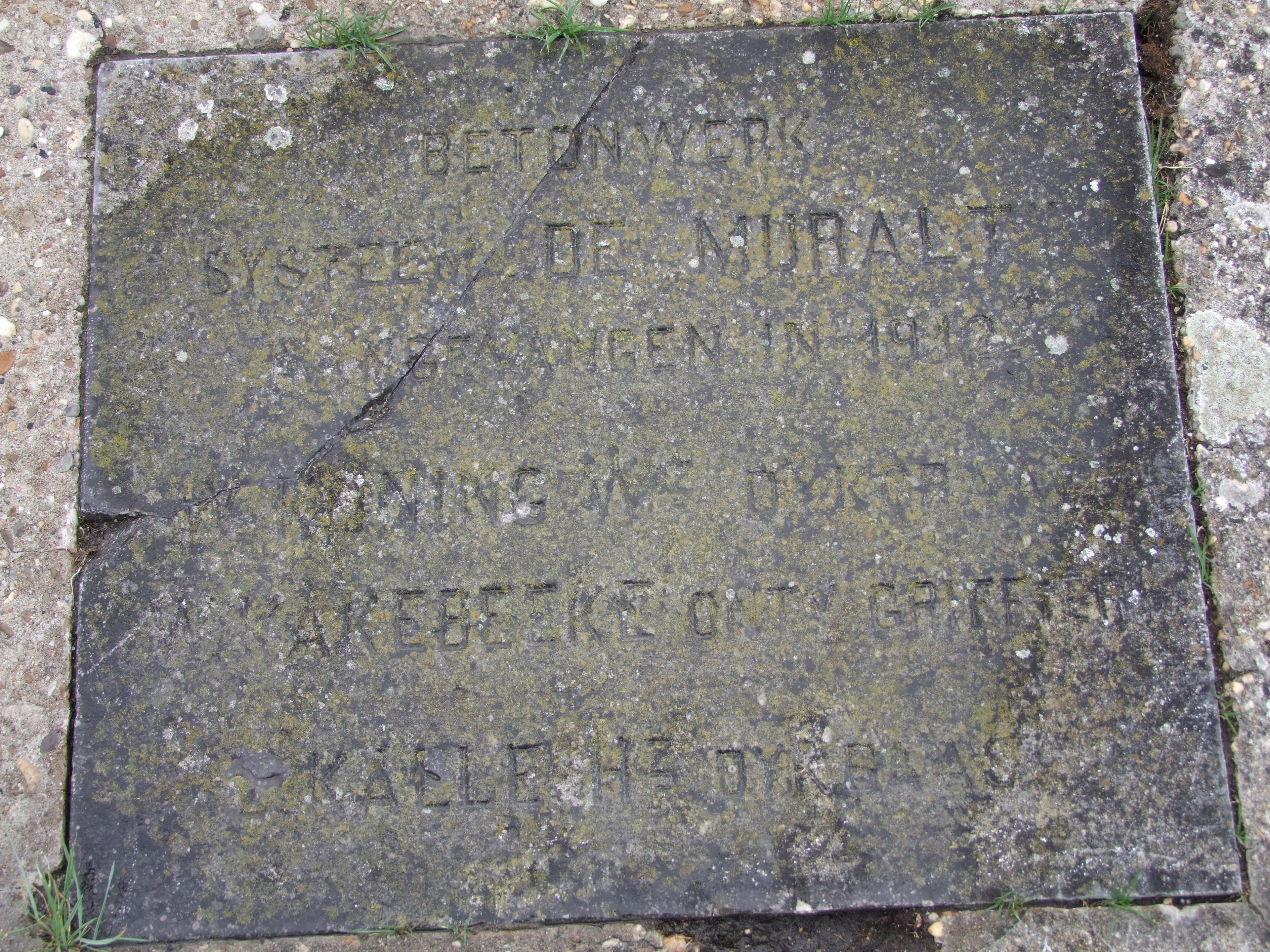
Gedenksteen aan haventje Rattekaai

Rattekaai (ook wel Rattenkaai) is de naam van een getijhaven aan de Oosterschelde ten noorden van Rilland aan de weg Middenhof, die ligt op de dijk tussen de Eerste en de Tweede Bathpolder. De haven ontstond na 1856 als handelshaven voor het dorp Rilland en werd in de twintigste eeuw vooral gebruikt voor het vervoer van suikerbieten. De havenkom met plateau en meerpalen ligt ten oosten van een strekdam en is beschermd als rijksmonument. Ten westen van de strekdam lag een jachthaventje.
Aan het einde van de havendam ligt een plaquette uit 1912 voor jhr. Robert Rudolph Lodewijk de Muralt, de bedenker van de muraltmuur, een extra versterking boven op dijken, die in Zeeland veel werd toegepast. Op de havendam is nog een dergelijke muraltmuur te zien. De tekst op de plaquette luidt:
Betonwerk

Systeem De Muralt

Aangevangen in 1912

W. Koning Wzn. Dykgraaf

W. Kakebeeke Ontv. griffier

L. Kalle Hz Dykbaas

Rattekaai biedt een goed uitzicht over de schorren en slikken van het Verdronken Land van Zuid-Beveland, waar onder andere de in Zeeland als delicatesse beschouwde plant lamsoor groeit.